# PANDORA (音楽ユニット)
PANDORA（パンドラ）は、小室哲哉と浅倉大介によって2017年に結成された日本の音楽ユニット。

## メンバー
小室哲哉
- シンセサイザー、キーボード、作詞、作曲、編曲

浅倉大介
- シンセサイザー、キーボード、マニピュレート、作曲、編曲、レコーディング・エンジニア

## 概要
コンセプトは小室曰く「ソロ作品でもなく、周囲の声に応えるのも違う。クリエイター達がユニットとして制作するものとして、今聴いて出したい」浅倉曰く「DJ・EDM・クラシック音楽・プログレッシブ・ロックまで全部出来て、どの様にでもアレンジできる二人だから出来るやんちゃな制作活動」と称している。小室の「自分の音楽活動で最後の音楽ユニットになるかもしれない」と話したことで浅倉が「絶対やろう」と思った。音色制作・エンジニアリング作業は浅倉、作詞・作曲等の世界観制作は小室とある程度の比重がある。役割が完全に分担されているわけではなく、小室が弾いたリフを浅倉がアレンジして、その上に小室がメロディが乗っていくことによる相互作用を繰り返す形で制作している。
2017年から活動を開始し、2018年初頭にシングルとアルバムの発売を予定していた矢先、2018年1月19日に小室が突然の引退宣言を行った。そのため、リリースとそれに伴う一連の活動後、事実上の活動休止となっていたが、2025年2月、約7年ぶりに活動再開することが発表された。

## ディスコグラフィ

### シングル
- 『Be The One』（2018年1月24日発売）

### ミニアルバム
- 『Blueprint』（2018年2月7日発売）

### Blu-Ray
- 『PANDORA LIVE 2025 -OPEN THE BOX-』（2025年5月28日発売）[3]